# Synerium nuble
Synerium nuble är en mångfotingart som beskrevs av Chamberlin 1955. Synerium nuble ingår i släktet Synerium och familjen storjordkrypare. Inga underarter finns listade i Catalogue of Life.